# Kobar
Kobar (àrab: كوبر, Kūbar) és una vila palestina de la governació de Ramal·lah i al-Bireh, al centre de Cisjordània, situada 13 km al nord-oest de Ramal·lah. Segons l'Oficina Central d'Estadístiques de Palestina (PCBS), tenia 4.705 habitants en 2016. Limita amb Burham a l'est, Jibiya i Umm Safa al nord, al-Ittihad a l'oest, i al-Zaitounah i Bir Zeit al sud. Kobar es troba a 670 metres sobre el nivell del mar amb unes pluges anuals de 669.8 mm. La temperatura mitjana anual és de 16º C i la mitjana d'humitat anual és aproximadament del 61%.

## Història
Segons el Consell del Poble de Kobar, el nom Kobar significa «el lloc on es trobava el guix» pel fet que hi havia abundants dipòsits de guix. S'hi ha trobat terrissa de l'edat de ferro, persa, hel·lenística, romana d'Orient, croada-aiúbida, mameluca i del primer període otomà. Els pots més antics es van trobar als vessants nord i sud del poble, mentre que els pots romans d'Orient es trobaven al costat oest.

### Època otomana
Kobar, com la resta de Palestina, fou incorporada a l'Imperi Otomà en 1517, i en el cens de 1596 la vila era situada a la nàhiya d'al-Quds, al liwà homònim. La població era de 31 llars, totes musulmanes. Pagaven impostos sobre blat, ordi, vinyes, fruiters, ingressos ocasionals, cabres i/o rusc.
En 1863 l'explorador francès Victor Guérin va visitar la vila. Va assenyalar que tenia 600 habitants i una mesquita dedicada a un xeic Ahmed. Una llista de pobles otomans de prop de 1870 va mostrar Kobar amb una població de 220, en 48 cases, encara que el recompte de població només va incloure homes.
En 1882 el Survey of Western Palestine del Fons per a l'Exploració de Palestina la va descriure com «un petit poble en un turó, amb tombes tallades en roca i un tanc envoltat d'olives.»
El 1896 es va estimar que la població de Kubar era d'unes 444 persones.

### Època del Mandat Britànic
En el cens de Palestina de 1922, organitzat per les autoritats del Mandat Britànic, la població de Kobar era de 447 habitants, tres cristians i la resta musulmans. Aquests es van incrementar en el cens de 1931 a 546, tots musulmans, en 122 cases.
En 1945 la població era de 610 musulmans, amb una àrea de terra de 9,678 dúnams, segons una enquesta oficial de terra i població. D'aquests 3,512 eren per plantacions i terra de rec, 1,434 per a cereals,mentre 33 dúnams eren sòl edificat.

### Després de 1948
En la vespra de guerra araboisraeliana de 1948, i després dels acords d'armistici araboisraelians de 1949, Kobar fou ocupada pel regne haixemita de Jordània. Després de la Guerra dels Sis Dies de 1967 va romandre sota l'ocupació israeliana.
El 2008, el predicador de la mesquita local de Kobar, Majed Barghouti, de 44 anys, va morir durant la detenció. Els seus familiars van al·legar que havia estat torturat.

## Persones notables
- Marwan Barghouti

## Agermanaments
- Walsall[18]